# イグリ・ターレ
イグリ・ターレ（Igli Tare, 1973年7月25日 - ）は、アルバニア・ヴロラ出身の元同国代表サッカー選手。現役時代のポジションはFW (センターフォワード)。現在は、ACミランのスポーツ・ディレクターとして活動中。

## 経歴
1993年、パルティザニ・ティラナの下部組織からトップチームに昇格しプロキャリアを始め、翌年にドイツ2部のSVヴァルトホーフ・マンハイムに加入。SVズートベスト・ルートヴィヒスハーフェンを経て、1996年にブンデスリーガのカールスルーエSCに移籍するも出場機会はあまりなく、翌1997年には2部に降格したフォルトゥナ・デュッセルドルフに加入すると、キャリア最多となる13ゴールを記録した。
1999年に1.FCカイザースラウテルン移籍し、その後にイタリア人のカルロ・マッツォーネ監督の誘いでイタリアに活動の場を移した。マッツアーネとの関係はブレシア・カルチョとボローニャFCで5シーズン続いた。
ブレシアでは、イタリア代表のルカ・トーニをベンチに追いやり、ロベルト・バッジョと素晴らしいコンビを組み、75試合15ゴールと活躍した。ボローニャでは、2004-05シーズンのパルマFCとのセリエB降格決定戦で重要なゴールを決め1-0の勝利に導くも、第2戦はゴールを逃し0-2で敗戦したため降格を防ぐことは出来なかった。
ボローニャが降格するとSSラツィオに貸し出され、最初のシーズンで3ゴールを記録し、レンタル期間終了に伴いラツィオに完全移籍した。デリオ・ロッシ監督の下ではレギュラーでなかったが、他の選手が怪我で離脱すると代わりを務め重要なゴールを決めた。2006-2007シーズン後半、アウェーのUSチッタ・ディ・パレルモ戦でロレンツォ・デ・シルヴェストリのクロスからシュートを放ち、ほぼ2年ぶりのゴールを決めた。また、同シーズンのコッパ・イタリアでSSCナポリ相手にもゴールを決め、勝利に貢献した。
2007-2008シーズン終了に伴いラツィオとの契約が満了すると、クラブから指導者としてのオファーを受け引退を決意。2009年4月20日、スポーツ・ディレクターに就任した。

## 代表
アルバニア代表として68試合10ゴールを記録し、長年キャプテンを務めてきた。UEFA EURO 2004予選のロシア戦で2ゴールを決め3-1で勝利した。
2007年、オットー・バリッチの解任後に代表としてのキャリアを終了した。

## 所属クラブ
- パルティザニ・ティラナ 1993-1994
- SVヴァルトホーフ・マンハイム 1994-1995
- SVズートベスト・ルートヴィヒスハーフェン 1995-1996
- カールスルーエSC 1996-1997
- フォルトゥナ・デュッセルドルフ 1997-1999
- 1.FCカイザースラウテルン 1999-2001
- ブレシア・カルチョ 2001-2003
- ボローニャFC 2003-2005

→ SSラツィオ (loan) 2005-2006
- SSラツィオ 2006-2008